# Mazda MX-30
El Mazda MX-30 es un crossover subcompacto tipo SUV de cinco puertas producido por fabricante japonés Mazda desde 2020.
Se presentó en octubre de 2019 en el Salón del Automóvil de Tokio, que sería su primer vehículo eléctrico. Tiene una batería de 35,5 kWh (128 MJ) que le proporciona una autonomía de unos 200 km (124 millas), según el ciclo WLTP. El inicio de ventas estaba previsto para el segundo semestre de 2020 en Japón, mientras que en Europa hasta 2021.

## Diseño
Este modelo de tipo SUV sigue la filosofía de diseño Kodo común a los vehículos coetáneos de la marca, que utiliza trazos puros, simples y limpios y volúmenes sólidos y robustos prescindiendo en la medida de lo posible de todo elemento superfluo. Recurre a elementos de diseño poco habituales utilizados ya con anterioridad por la marca, por ejemplo dos puertas laterales tradicionales, y dos pequeñas por detrás de estas que se abren en sentido inverso, definidas por la marca como puertas freestyle o de suicido y sin pilar "B" de carrocería entre ellas, lo que otorga una entrada diáfana y sin obstáculos al espacio de las plazas traseras, un diseño ya visto por ejemplo en el Mazda RX-8 equipado con motor Wankel. Utiliza suspensión delantera de tipo MacPherson y la trasera de eje de torsión.
La versión eléctrica tiene un motor eléctrico apoyado por una batería de 35,5 kWh (128 MJ) con una potencia de salida de 105 kW (143 CV; 141 HP) y un par máximo de 264 N·m (195 lb·pie), con una autonomía de 209 km (130 millas). Se puede lograr hasta un 80% de carga entre 30 y 40 minutos, con una toma de 50 kW (68 CV) de corriente continua. Con una unidad de carga de CA de 22 kW (30 CV), se afirma que el MX-30 se recarga completamente en 4.5 horas. Su consumo es de 19 kWh (68 MJ) por cada 100 km (62 millas), según datos provisionales no homologados.

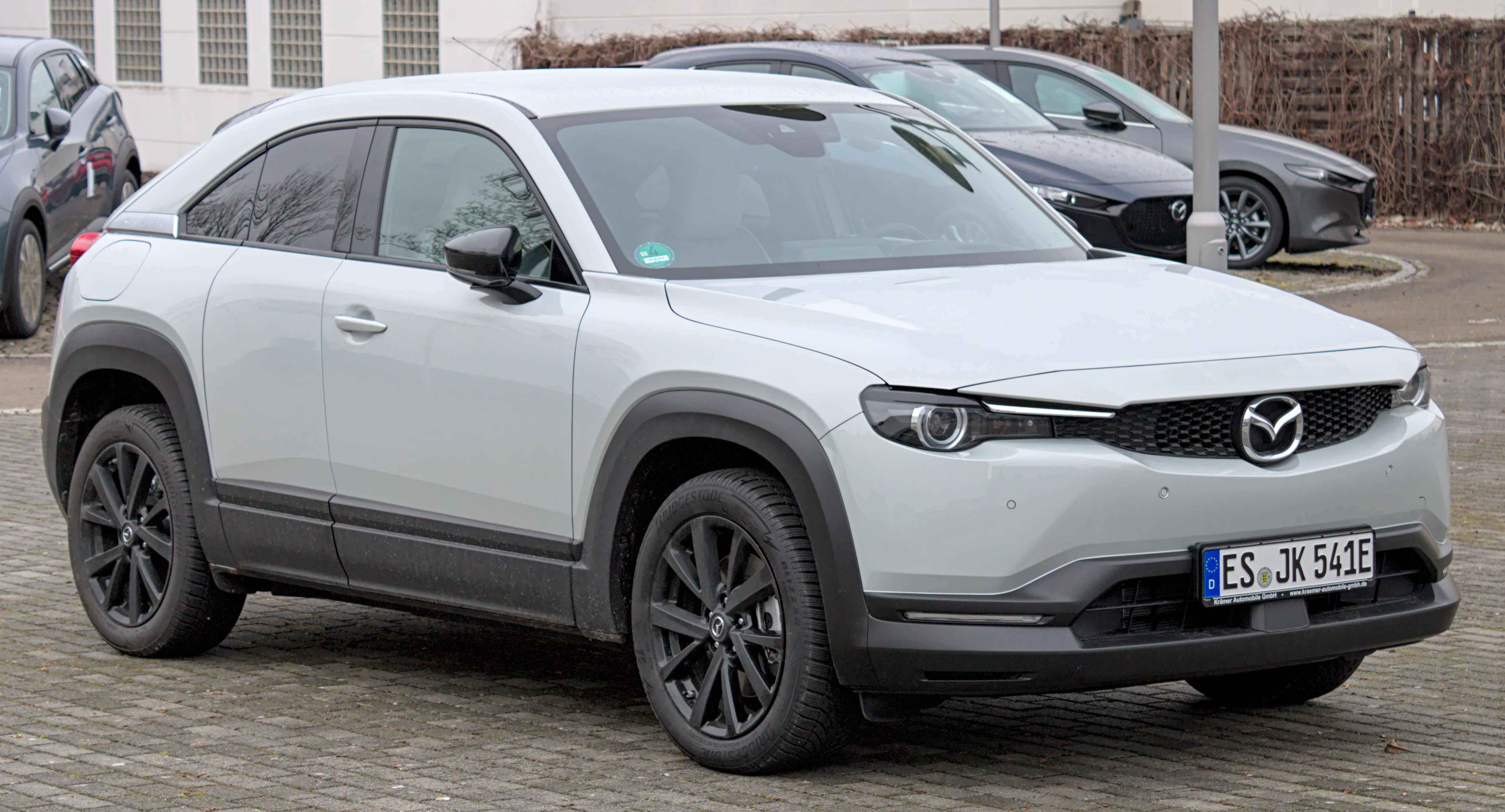
En Stuttgart en diciembre de 2020
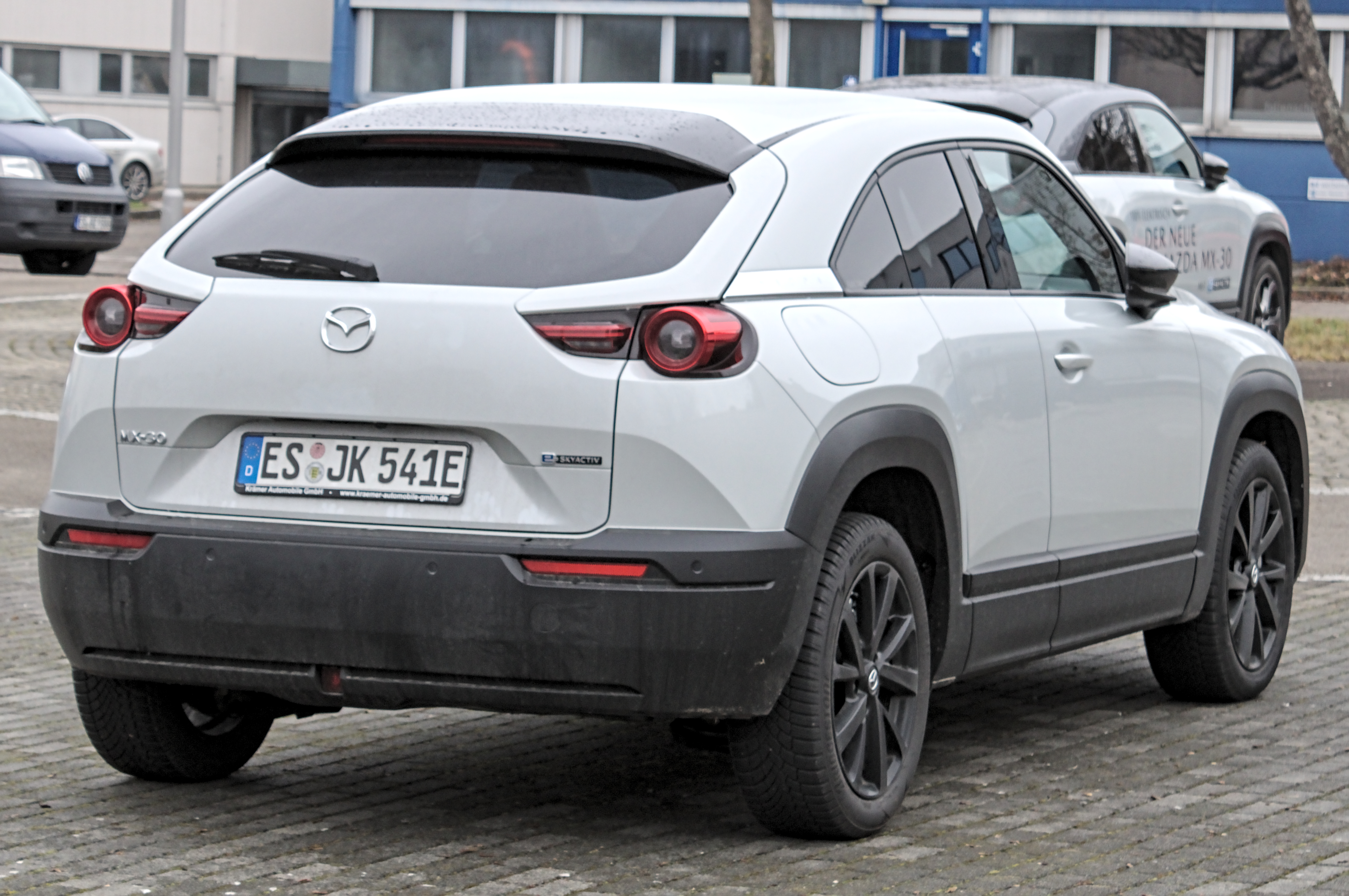
Vista lateral-trasera
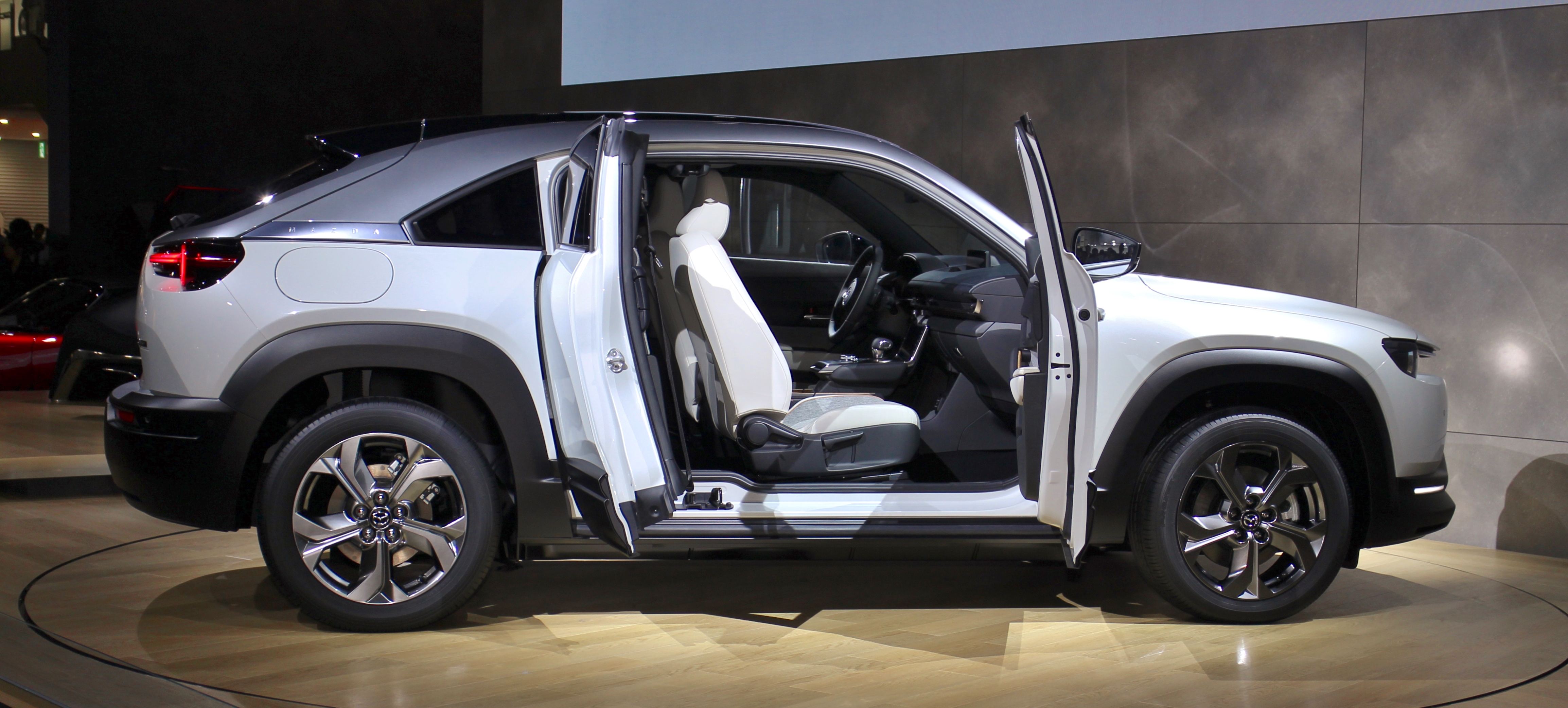
Con las puertas de "estilo libre" abiertas
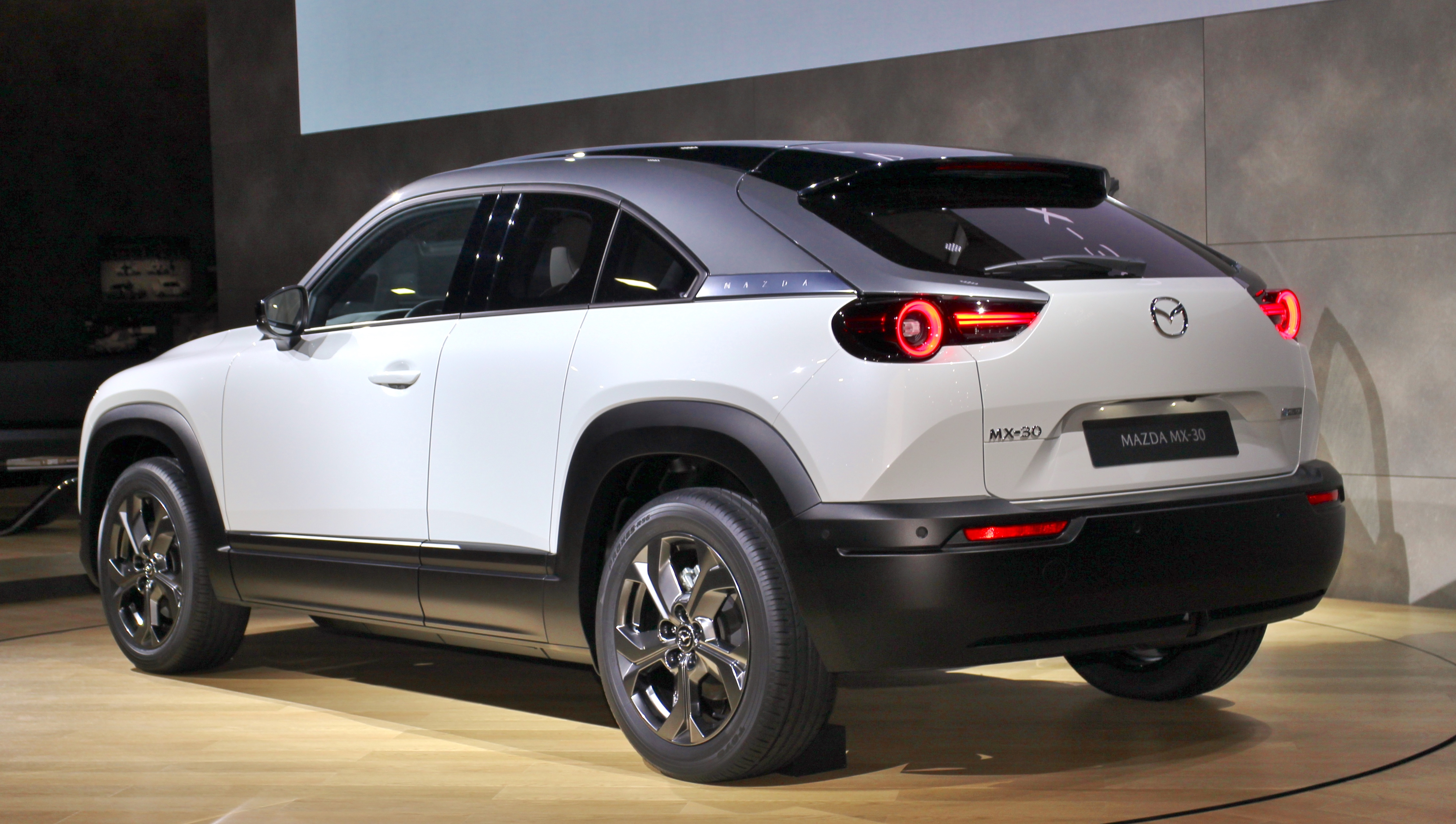
En octubre de 2019